# Anden-Springaffe
Der Anden-Springaffe (Plecturocebus oenanthe, Syn.: Callicebus oenanthe) ist eine Primatenart aus der Unterfamilie der Springaffen innerhalb der Familie der Sakiaffen (Pitheciidae).

## Merkmale
Anden-Springaffen sind wie alle Springaffen relativ kleine Primaten mit langem Fell und einem langen, buschigen Schwanz. Das Fell ist am Rücken und an der Außenseite der Gliedmaßen graubraun gefärbt, Die Brust, der Bauch und die Innenseite der Gliedmaßen sind orange. Der buschige Schwanz ist dunkelbraun, das Gesicht ist von einem schmalen, weißen Haarkranz umgeben, die Backenhaare sind graubraun. Der Kopf ist klein und rundlich, die Hinterbeine sind lang, der Schwanz kann nicht als Greifschwanz verwendet werden.

## Verbreitung und Lebensraum

Verbreitungsgebiet (rot)

Anden-Springaffen bewohnen ein kleines Gebiet in Peru, wo sie nur entlang des Flusses Rio Mayo in der Region San Martín leben. Ihr Lebensraum sind Bergregenwälder zwischen 750 und 950 Meter Seehöhe.

## Lebensweise
Über die Lebensweise der Anden-Springaffen ist wenig bekannt, vermutlich stimmt sie mit der der übrigen Springaffen überein. Springaffen sind tagaktiv und halten sich meist in den Bäumen auf. Sie bewegen sich entweder vierfüßig oder springend fort. Sie leben in Familiengruppen, die beiden Partner bleiben oft ein Leben lang zusammen. Diese Gruppen bewohnen ein festes Territorium, das anderen Tieren durch morgendliche Duettgesänge mitgeteilt wird. Ihre Nahrung besteht vorwiegend aus Früchten, zu einem geringeren Anteil fressen sie auch Blätter und manchmal Insekten. Die Väter beteiligen sich intensiv an der Jungenaufzucht, sie tragen das Kind und geben es der Mutter nur zum Säugen.

## Gefährdung
Hauptbedrohung der Anden-Springaffen ist die Zerstörung ihres Lebensraums durch Waldrodungen. Hinzu kommt die Bejagung, einerseits wegen ihres Fleisches, andererseits weil Junge zu Haustieren gemacht werden, was mit der Tötung der Eltern einhergeht. Die IUCN listet die Art als „vom Aussterben bedroht“ (critically endangered).

## Systematik
Der Anden-Springaffe ist eine von rund 30 Arten aus der Gattung der Springaffen (Callicebus). Er wird zur donacophilus-Gruppe gezählt, die nach dem Weißohr-Springaffen benannt ist und eine eher kleingewachsene, urtümliche Springaffengruppe darstellt. Innerhalb der donacophilus-Gruppe nimmt er geographisch eine Sonderrolle ein, da die übrigen Arten weiter südlich, in der bolivianisch-brasilianischen Region vorkommen.